# Clupea
Genre
Clupea est un genre de poissons de la famille des clupéidés (Clupeidae). Cette famille comprend certains des poissons les plus consommés dans le monde comme les harengs, aloses, sardines, et menhadens.

## Liste des espèces
Selon World Register of Marine Species (29 janvier 2020) :
- Clupea bentincki Norman, 1936
- Clupea harengula
- Clupea harengus Linnaeus, 1758 - Hareng atlantique
- Clupea manulensis Marion de Procé, 1822
- Clupea marisalbi Berg, 1923
- Clupea melanostoma (Eigenmann, 1907)
- Clupea pallasii Valenciennes, 1847 - Hareng du Pacifique

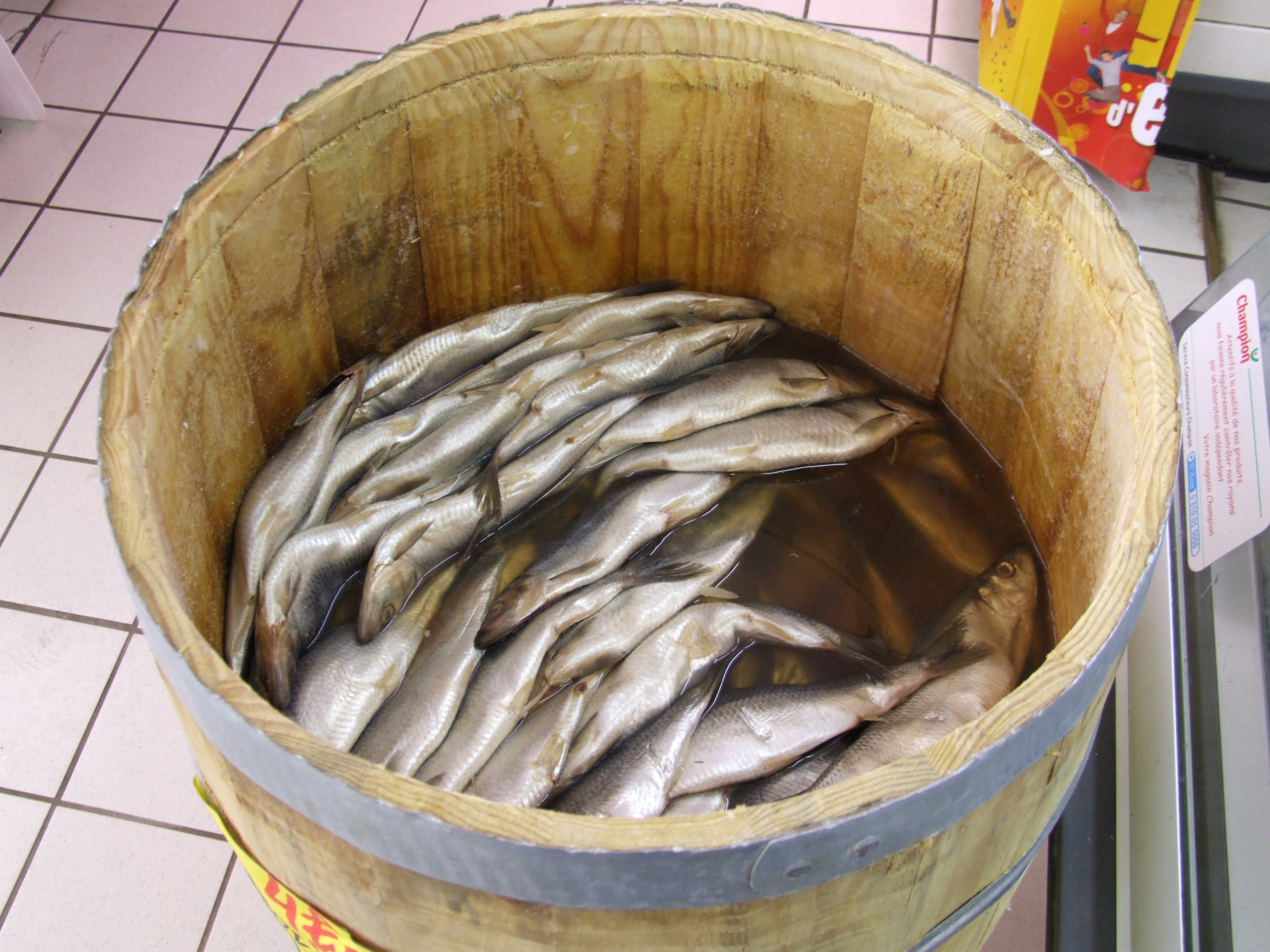
Harengs (Clupea harengus)

- Clupea sprattus
- Clupea suworowi Rabinerson, 1927